# 東院内村
東院内村（ひがしいんないむら）は、大分県宇佐郡にあった村。現在の宇佐市の一部にあたる。

## 地理
恵良川中流域、同川支流日岳川流域に位置していた。

## 歴史
- 1889年（明治22年）4月1日、町村制の施行により、宇佐郡副村、二日市村、大副村、御沓村、山城村、原口村、五名村、日岳村が合併して村制施行し、東院内村が発足[1][2]。旧村名を継承した副、二日市、大副、御沓、山城、原口、五名、日岳の8大字を編成[2]。
- 1955年（昭和30年）1月1日、宇佐郡院内村、南院内村、両川村、高並村と合併し、院内村が存続して廃止された[1][2]。

## 産業
- 農業[2]